# Chadrac
Chadrac est une commune française située dans le département de la Haute-Loire, en région Auvergne-Rhône-Alpes.

## Géographie

### Situation
La municipalité de Chadrac est située en bordure nord et est de la municipalité d'Aiguilhe, au sud et à l'ouest du Monteil, et au nord-ouest de Brives-Charensac. Son centre est à 2,6 km au nord-est de la cathédrale du Puy-en-Velay (à vol d'oiseau), à 3,4 km à l'est de la forteresse de Polignac, et à 5,8 km au sud du château de Lavoûte-Polignac.
Petite par sa superficie de 248 hectares, elle est importante par sa population de 2 549 habitants, qui en fait une des 15 municipalités les plus populeuses du département.

#### Localisation
La commune de Chadrac se trouve dans le département de la Haute-Loire, en région Auvergne-Rhône-Alpes.
Elle se situe à 3 km par la route du Puy-en-Velay, préfecture du département.
Les communes les plus proches sont : 
Le Monteil (0,8 km), Aiguilhe (2,2 km), Brives-Charensac (2,5 km), Le Puy-en-Velay (2,8 km), Polignac (3,7 km), Chaspinhac (3,9 km), Espaly-Saint-Marcel (4,1 km), Vals-près-le-Puy (4,6 km).
| Polignac |                 | Le Monteil       |
|          | Chadrac         |                  |
| Aiguilhe | Le Puy-en-Velay | Brives-Charensac |

### Climat
Pour des articles plus généraux, voir Climat d'Auvergne-Rhône-Alpes et Climat de la Haute-Loire.
En 2010, le climat de la commune est de type climat des marges montargnardes, selon une étude du Centre national de la recherche scientifique s'appuyant sur une série de données couvrant la période 1971-2000. En 2020, Météo-France publie une typologie des climats de la France métropolitaine dans laquelle la commune est exposée à un climat de montagne ou de marges de montagne et est dans la région climatique Sud-est du Massif Central, caractérisée par une pluviométrie annuelle de 1 000 à 1 500 mm, minimale en été, maximale en automne.
Pour la période 1971-2000, la température annuelle moyenne est de 9,9 °C, avec une amplitude thermique annuelle de 16,4 °C. Le cumul annuel moyen de précipitations est de 721 mm, avec 7,6 jours de précipitations en janvier et 6,4 jours en juillet. Pour la période 1991-2020, la température moyenne annuelle observée sur la station météorologique installée sur la commune est de 10,4 °C et le cumul annuel moyen de précipitations est de 632,0 mm,. Pour l'avenir, les paramètres climatiques de la commune estimés pour 2050 selon différents scénarios d'émission de gaz à effet de serre sont consultables sur un site dédié publié par Météo-France en novembre 2022.
| Mois                                  | jan.             | fév.             | mars           | avril         | mai             | juin            | jui.            | août           | sep.            | oct.          | nov.             | déc.             | année      |
| ------------------------------------- | ---------------- | ---------------- | -------------- | ------------- | --------------- | --------------- | --------------- | -------------- | --------------- | ------------- | ---------------- | ---------------- | ---------- |
| Température minimale moyenne (°C)     | −1,3             | −1,4             | 1              | 3,5           | 7,2             | 10,6            | 12,4            | 12             | 8,7             | 6,5           | 2,3              | −0,4             | 5,1        |
| Température moyenne (°C)              | 2,4              | 3,2              | 6,4            | 9,1           | 13,1            | 16,9            | 19,3            | 19,1           | 14,9            | 11,3          | 6,2              | 3,1              | 10,4       |
| Température maximale moyenne (°C)     | 6                | 7,7              | 11,8           | 14,7          | 19              | 23,3            | 26,2            | 26,1           | 21,1            | 16,1          | 10               | 6,6              | 15,7       |
| Record de froid (°C) date du record   | −22,7 05.01.1971 | −23,3 15.02.1956 | −19,5 01.03.05 | −7,7 08.04.03 | −5,4 01.05.1938 | −0,5 10.06.1987 | 2,2 07.07.1962  | 1,4 30.08.1986 | −3,1 27.09.1972 | −8 31.10.1997 | −12,7 28.11.1985 | −19,7 22.12.1963 | −23,3 1956 |
| Record de chaleur (°C) date du record | 19,2 27.01.16    | 23,8 28.02.1960  | 25,2 17.03.04  | 28 28.04.23   | 34 22.05.22     | 39,5 27.06.19   | 38,3 29.07.1947 | 38,8 05.08.03  | 35,6 14.09.1987 | 30,4 09.10.23 | 22,8 08.11.15    | 17,8 05.12.06    | 39,5 2019  |
| Précipitations (mm)                   | 34,1             | 22,3             | 27,3           | 53,6          | 75,5            | 71,3            | 57,3            | 64,2           | 65,9            | 66,1          | 62,7             | 31,7             | 632        |

### Hydrographie
Elle est traversée par le fleuve Loire et par la rivière Borne.

### Transports
La ville de Chadrac est desservie par les réseaux de bus Tudip, la ligne 3 (Chadrac - Le Puy-en-Velay - Vals) lui étant consacrée.
Elle est aussi traversée par trois axes routiers importants : la RD 103, la RN 102 et la RN 88, ce qui en fait un carrefour stratégique sur le bassin du Puy-en-Velay.

## Urbanisme

### Typologie
Au 1er janvier 2024, Chadrac est catégorisée ceinture urbaine, selon la nouvelle grille communale de densité à sept niveaux définie par l'Insee en 2022.
Elle appartient à l'unité urbaine du Puy-en-Velay, une agglomération intra-départementale regroupant neuf communes, dont elle est une commune de la banlieue,,. Par ailleurs la commune fait partie de l'aire d'attraction du Puy-en-Velay, dont elle est une commune de la couronne,. Cette aire, qui regroupe 59 communes, est catégorisée dans les aires de 50 000 à moins de 200 000 habitants,.

### Occupation des sols
L'occupation des sols de la commune, telle qu'elle ressort de la base de données européenne d’occupation biophysique des sols Corine Land Cover (CLC), est marquée par l'importance des territoires artificialisés (68,4 % en 2018), en augmentation par rapport à 1990 (63,9 %). La répartition détaillée en 2018 est la suivante : 
zones urbanisées (58,4 %), zones agricoles hétérogènes (19,1 %), prairies (12,5 %), zones industrielles ou commerciales et réseaux de communication (9,2 %), espaces verts artificialisés, non agricoles (0,8 %). L'évolution de l’occupation des sols de la commune et de ses infrastructures peut être observée sur les différentes représentations cartographiques du territoire : la carte de Cassini (XVIIIe siècle), la carte d'état-major (1820-1866) et les cartes ou photos aériennes de l'IGN pour la période actuelle (1950 à aujourd'hui).

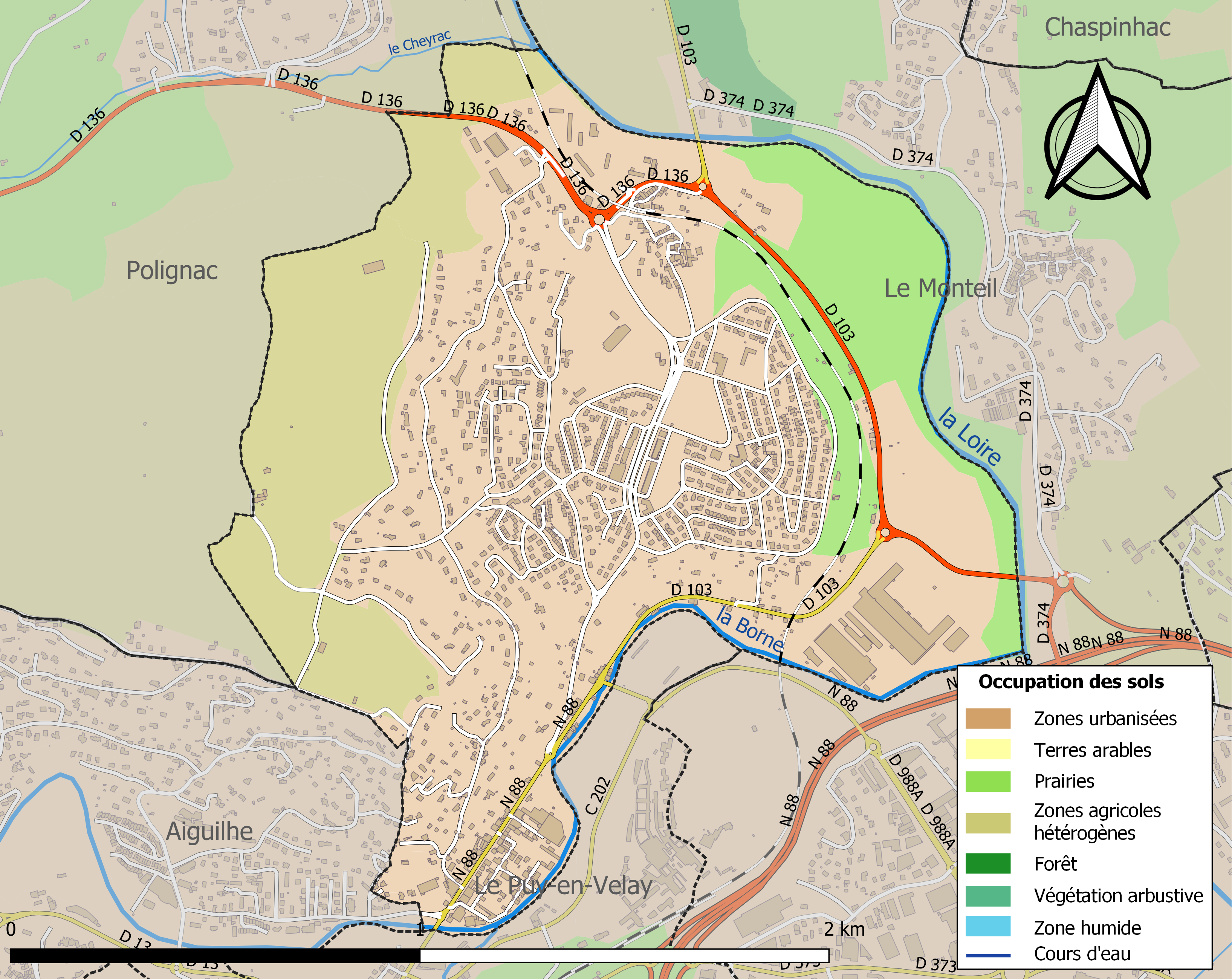
Carte des infrastructures et de l'occupation des sols de la commune en 2018 (CLC).
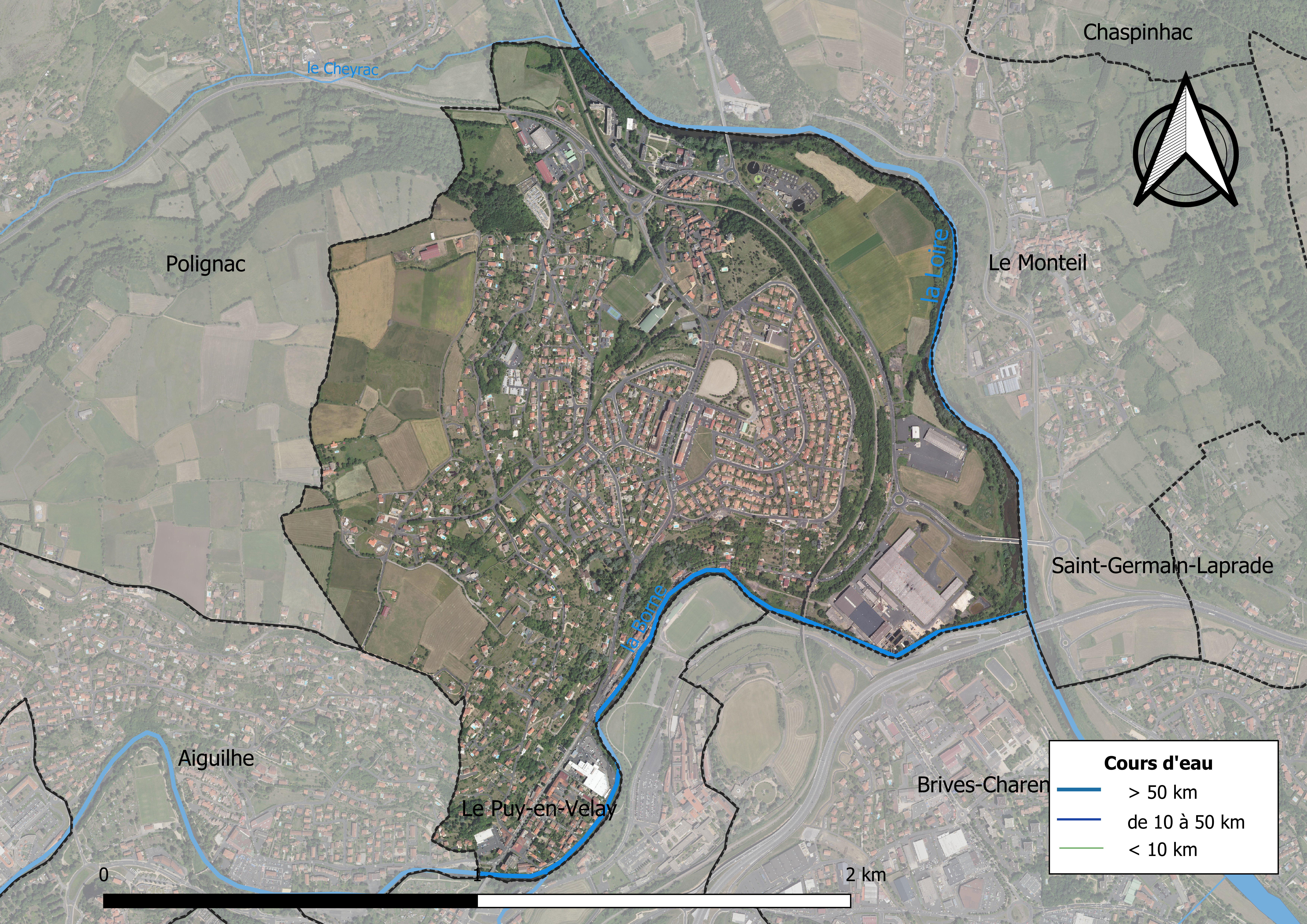
Carte orthophotographique de la commune.

### Habitat et logement
En 2018, le nombre total de logements dans la commune était de 1 352, alors qu'il était de 1 284 en 2013 et de 1 290 en 2008.
Parmi ces logements, 89,4 % étaient des résidences principales, 2,4 % des résidences secondaires et 8,2 % des logements vacants. Ces logements étaient pour 65,9 % d'entre eux des maisons individuelles et pour 33,8 % des appartements.
Le tableau ci-dessous présente la typologie des logements à Chadrac en 2018 en comparaison avec celle de la Haute-Loire et de la France entière. Une caractéristique marquante du parc de logements est ainsi une proportion de résidences secondaires et logements occasionnels (2,4 %) inférieure à celle du département (16,1 %) mais supérieure à celle de la France entière (9,7 %). Concernant le statut d'occupation de ces logements, 66,8 % des habitants de la commune sont propriétaires de leur logement (66,5 % en 2013), contre 70 % pour la Haute-Loire et 57,5 pour la France entière.
| Typologie                                               | Chadrac | Haute-Loire | France entière |
| ------------------------------------------------------- | ------- | ----------- | -------------- |
| Résidences principales (en %)                           | 89,4    | 71,5        | 82,1           |
| Résidences secondaires et logements occasionnels (en %) | 2,4     | 16,1        | 9,7            |
| Logements vacants (en %)                                | 8,2     | 12,4        | 8,2            |

## Toponymie
Les formes anciennes sont : Chatrac en 1215, Chadrac au XIIIe siècle, Chadrat en 1408, Chadracus en 1471.
Le toponyme Chadrac dériverait, selon le toponymiste Ernest Nègre, du nom propre gaulois Caturus auquel s’ajoute le suffixe -acos.

## Histoire
Le bourg historique s'est formé à partir du château bâti au Moyen Âge.
La commune de Chadrac est à l'origine un lieu dit de la paroisse Saint-Georges du Puy-en-Velay. Sa création remonte à 1793. Le premier acte d'état civil de la ville de Chadrac date du 24 avril 1793.
Les promeneurs qui parcourent le plateau volcanique (aujourd'hui du côté du Boulevard de la Corniche) de la commune ignorent probablement l'existence de réseaux souterrains sous leurs pieds, sous les chaussées, dans les soubassements de la ville.
La ville se développe au XIXe siècle avec l’édification d'ouvrages d’art capables de franchir les fleuves et les vallées, des transports et l’aménagement de voies de communication.
Comme Paris, Chadrac possède une Avenue des Champs-Élysées, aujourd'hui portion de la RN 88. Sur celle-ci se trouvait de 1899 à 1978 la « Distillerie des Aggeyres », qui produisait principalement la Quinquina Bonnet et la Prunelle du Velay (fabrication reprise ensuite par la Distillerie Pagès).

## Politique et administration

### Découpage territorial
La commune de Chadrac est membre de la communauté d'agglomération du Puy-en-Velay, un établissement public de coopération intercommunale (EPCI) à fiscalité propre créé le 26 décembre 2016 dont le siège est à Le Puy-en-Velay. Ce dernier est par ailleurs membre d'autres groupements intercommunaux.
Sur le plan administratif, elle est rattachée à l'arrondissement du Puy-en-Velay, au département de la Haute-Loire, en tant que circonscription administrative de l'État, et à la région Auvergne-Rhône-Alpes.
Sur le plan électoral, elle dépend du canton du Puy-en-Velay-2 pour l'élection des conseillers départementaux, depuis le redécoupage cantonal de 2014 entré en vigueur en 2015, et de la deuxième circonscription de la Haute-Loire  pour les élections législatives, depuis le redécoupage électoral de 1986.

### Administration municipale
Le nombre d'habitants au dernier recensement étant compris entre 2 500 et 3 499, le nombre de membres du conseil municipal est de 23

### Liste des maires
| Période                                  | Période  | Identité        | Étiquette | Qualité |
| ---------------------------------------- | -------- | --------------- | --------- | --- |
| Les données manquantes sont à compléter. |          |                 |           | |
| avant 1981                               |          | Jean Vezon      |           | |
| mars 1989                                | mai 2020 | Gérard Convert  | PS        | Chef comptable Conseiller général du canton du Puy-en-Velay-Nord (1992 → 2015) |
| mai 2020                                 | En cours | Corinne Bringer | DVD       | Cadre au conseil régional d'Auvergne-Rhône-Alpes Conseillère départementale du canton du Puy-en-Velay-2 (2015 → ) 2e vice-présidente de la CA du Puy-en-Velay (2020 → ), suppléante du député LR Jean-Pierre Vigier |

### Jumelages
La commune de Chadrac est jumelée avec :
- Taucha (Allemagne).

## Population et société

### Démographie

#### Évolution démographique
L'évolution du nombre d'habitants est connue à travers les recensements de la population effectués dans la commune depuis 1793. Pour les communes de moins de 10 000 habitants, une enquête de recensement portant sur toute la population est réalisée tous les cinq ans, les populations de référence des années intermédiaires étant quant à elles estimées par interpolation ou extrapolation. Pour la commune, le premier recensement exhaustif entrant dans le cadre du nouveau dispositif a été réalisé en 2007.

En 2022, la commune comptait 2 502 habitants, en évolution de −1,84 % par rapport à 2016 (Haute-Loire : +0,36 %, France hors Mayotte : +2,11 %).
| 1793 | 1800 | 1806 | 1821 | 1831 | 1836 | 1841 | 1846 | 1851 |
| ---- | ---- | ---- | ---- | ---- | ---- | ---- | ---- | ---- |
| 198  | 225  | 257  | 256  | 259  | 180  | 160  | 187  | 188  |

| 1856 | 1861 | 1866 | 1872 | 1876 | 1881 | 1886 | 1891 | 1896 |
| ---- | ---- | ---- | ---- | ---- | ---- | ---- | ---- | ---- |
| 202  | 221  | 261  | 233  | 251  | 234  | 266  | 219  | 279  |

| 1901 | 1906 | 1911 | 1921 | 1926 | 1931 | 1936 | 1946 | 1954 |
| ---- | ---- | ---- | ---- | ---- | ---- | ---- | ---- | ---- |
| 337  | 349  | 300  | 313  | 416  | 463  | 595  | 765  | 852  |

| 1962 | 1968  | 1975  | 1982  | 1990  | 1999  | 2006  | 2007  | 2012  |
| ---- | ----- | ----- | ----- | ----- | ----- | ----- | ----- | ----- |
| 953  | 1 638 | 2 158 | 3 031 | 3 075 | 3 011 | 2 725 | 2 686 | 2 654 |

| 2017  | 2022  | - | - | - | - | - | - | - |
| ----- | ----- | - | - | - | - | - | - | - |
| 2 516 | 2 502 | - | - | - | - | - | - | - |

#### Pyramide des âges
La population de la commune est relativement âgée.
En 2018, le taux de personnes d'un âge inférieur à 30 ans s'élève à 26,9 %, soit en dessous de la moyenne départementale (31 %). À l'inverse, le taux de personnes d'âge supérieur à 60 ans est de 37,5 % la même année, alors qu'il est de 31,1 % au niveau départemental.
En 2018, la commune comptait 1 177 hommes pour 1 311 femmes, soit un taux de 52,69 % de femmes, légèrement supérieur au taux départemental (50,87 %).
Les pyramides des âges de la commune et du département s'établissent comme suit.
| Hommes | Classe d’âge | Femmes |
| ------ | ------------ | ------ |
| 0,5    | 90 ou +      | 0,9    |
| 9,5    | 75-89 ans    | 13,3   |
| 24,5   | 60-74 ans    | 26,0   |
| 21,6   | 45-59 ans    | 21,1   |
| 15,1   | 30-44 ans    | 13,4   |
| 14,0   | 15-29 ans    | 11,7   |
| 14,7   | 0-14 ans     | 13,6   |

| Hommes | Classe d’âge | Femmes |
| ------ | ------------ | ------ |
| 0,9    | 90 ou +      | 2,5    |
| 8,4    | 75-89 ans    | 11,7   |
| 20,4   | 60-74 ans    | 20,5   |
| 21,3   | 45-59 ans    | 20,3   |
| 16,8   | 30-44 ans    | 16,3   |
| 15,2   | 15-29 ans    | 13,2   |
| 17     | 0-14 ans     | 15,6   |

## Économie

### Revenus
En 2018, la commune compte 1 196 ménages fiscaux, regroupant 2 546 personnes. La médiane du revenu disponible par unité de consommation est de 21 490 € (20 800 € dans le département). 49 % des ménages fiscaux sont imposés (42,8 % dans le département).

### Emploi
| Division       | 2008  | 2013  | 2018   |
| -------------- | ----- | ----- | ------ |
| Commune        | 7,8 % | 7,4 % | 10,2 % |
| Département    | 6,3 % | 7,7 % | 7,7 %  |
| France entière | 8,3 % | 10 %  | 10 %   |

En 2018, la population âgée de 15 à 64 ans s'élève à 1 406 personnes, parmi lesquelles on compte 71,1 % d'actifs (60,8 % ayant un emploi et 10,2 % de chômeurs) et 28,9 % d'inactifs,. En 2018, le taux de chômage communal (au sens du recensement) des 15-64 ans est supérieur à celui de la France et du département, alors qu'il était inférieur à celui de la France en 2008.
La commune fait partie de la couronne de l'aire d'attraction du Puy-en-Velay, du fait qu'au moins 15 % des actifs travaillent dans le pôle,. Elle compte 874 emplois en 2018, contre 977 en 2013 et 892 en 2008. Le nombre d'actifs ayant un emploi résidant dans la commune est de 870, soit un indicateur de concentration d'emploi de 100,5 % et un taux d'activité parmi les 15 ans ou plus de 47,5 %.
Sur ces 870 actifs de 15 ans ou plus ayant un emploi, 152 travaillent dans la commune, soit 18 % des habitants. Pour se rendre au travail, 86 % des habitants utilisent un véhicule personnel ou de fonction à quatre roues, 3,8 % les transports en commun, 8,1 % s'y rendent en deux-roues, à vélo ou à pied et 2,2 % n'ont pas besoin de transport (travail au domicile).

## Culture locale et patrimoine

### Lieux et monuments
- Chapelle.
- Château (propriété privée).
- Monument aux morts[29].